# 王以志
王以志（1966年6月—），汉族，云南祥云人，中华人民共和国政治人物，中共中央党校研究生学历。中共二十大代表。

## 生平
1979年12月参加工作，历任中共祥云县委常委、宣传部长，共青团大理州委书记、州青联主席等职。2004年6月任中共剑川县委副书记、剑川县人民政府代县长，2005年1月当选县长。2006年1月任中共剑川县委书记。2006年9月任中共大理州委常委、宣传部长。2013年2月任大理州人民政府副州长。2015年6月任云南省人民政府副秘书长。2017年4月任云南省安全生产监督管理局局长、党组书记。2018年10月任云南省应急管理厅厅长、党组书记。2019年12月任中共迪庆藏族自治州委书记。2020年5月18日，当选迪庆州人大常委会主任。2023年1月14日，当选云南省政协副主席。